# Five Easy Pieces (theater)
Five Easy Pieces (2016) is een theaterproductie die de Zwitserse theater- en filmregisseur Milo Rau met kinderen maakte voor het Gentse kunstencentrum CAMPO en die gebaseerd is op de affaire Dutroux.

## De affaire Dutroux als vertrekpunt
Net zoals bij de andere theaterproducties van Milo Rau vormen bij Five Easy Pieces getuigenissen en reconstructies van waargebeurde feiten de basis. In dit geval hebben ze betrekking op het leven en de misdaden van Marc Dutroux, die in de jaren '90 met behulp van enkele medeplichtigen in België een reeks kinderen ontvoerde, verkrachtte en vermoordde. Zelf zegt Milo Rau steeds op zoek te zijn naar de traumatische, tragische momenten in de levens van zowel individuen als een land, omdat we in die momenten het meest worden geraakt en veranderen.
Het opzet van Milo Rau was echter niet om met Five Easy Pieces een letterlijke weergave van de affaire Dutroux, maar een moderne tragedie met Dutroux als uitgangspunt te creëren. Zijn opzet was naar eigen zeggen "een zo goed als onmogelijke, riskante, ongehoorde theatervoorstelling met kinderen" te maken. Met het leven en de misdaden van Marc Dutroux als vertrekpunt zoekt hij in Five Easy Pieces de grenzen op van "wat kinderen weten, voelen en doen", en verkent hij daarbij wat wel en niet aanvaardbaar is voor de toeschouwers.

## Onderliggende thema's
De kern van Five Easy Pieces is niet de horror van de affaire Dutroux, maar de grote thema's die achter deze specifieke zaak schuilgaan: volgens Milo Rau "het verval van een land, de nationale paranoia, de rouw en de woede die op de misdaden volgden." Niet de moordenaar en zijn innerlijk interesseren hem, maar de geschiedenis van België en de teloorgang van de Westerse koloniale en industriële machten.  In de affaire Dutroux komen een aantal belangrijke historische gebeurtenissen m.b.t. België samen: van het verlies van de kolonie Congo tot de sluiting van de steenkoolmijnen. In de theaterproductie is Marc Dutroux een soort collectief symbool voor België, een zwart gat.
Met Five Easy Pieces fictionaliseert Milo Rau de affaire Dutroux met als doel iets te vertellen dat de zaak overtreft. Naar eigen zeggen is de affaire Marc Dutroux voor Milo Rau  een voorwendsel om het ergens anders over te hebben, nl. "over een overheid die niet functioneert en over hoezeer mensen zijn losgekoppeld van het politieke systeem." De affaire Dutroux dient als een allegorie over hoe we de wereld ervaren en overdenken; over hoe we omgaan met schokkende ervaringen.

## Theater over theater
Five Easy Pieces zit in de traditie van reflecteren over theater. De titel Five Easy Pieces verwijst naar een reeks oefeningen die Igor Stravinsky in 1917 componeerde om kinderen piano te leren spelen, en die ook Five Easy Pieces heetten. De theaterproductie van Milo Rau is opgebouwd uit vijf monologen: vijf perspectieven op hoe je leert acteren en hoe je volwassen wordt. Milo Rau ziet zijn voorstellingen als "Lehrstücke", in de Brechtiaanse traditie: zijn acteurs leren door te spelen.
Elke scène van Milo Rau's Five Easy Pieces begint met de projectie van een filmpje waarin volwassenen de scène aanzetten. De kinderen pikken vervolgens live in, spelen de scène tegelijkertijd op de theatervloer, en zetten ze verder terwijl de enige volwassen acteur - in de rol van regisseur - hen filmt en aanmoedigt. Zo nemen de kinderen achtereenvolgens de rol aan van de oude en zieke vader van Dutroux, een rijkswachter die de vermoorde kinderen vindt, een van zijn slachtoffers en de ouders van een van zijn andere slachtoffers. Wat Milo Rau interesseerde was het publiek te tonen dat een regisseur, net zoals Marc Dutroux, steeds in zekere mate een manipulator is en er tussen hem en zijn acteurs (zeker wanneer het kinderen zijn) een machtsspel speelt.

## Artistiek team
Milo Rau is verantwoordelijk voor het concept, tekst en regie van Five Easy Pieces. De acteurs op de scène zijn Rachel Dedain, Aimone De Zordo, Fons Dumont, Arno John Keys, Maurice Leerman, Pepijn Loobuyck, Willem Loobuyck, Blanche Ghyssaert, Polly Persyn, Lucia Redondo, Peter Seynaeve, Pepijn Siddiki, Elle Liza Tayou, Winne Vanacker, Hendrik Van Doorn en Eva Luna Van Hijfte. Ze vormen echter twee verschillende casts van zeven kinderen en één volwassene. Peter Seynaeve neemt ook de taak van regie-assistent en performance coach op. De acteurs in het filmmateriaal zijn Sara De Bosschere, Pieter-Jan De Wyngaert, Johan Leysen, Peter Seynaeve, Jan Steen, Ans Van den Eede, Hendrik Van Doorn en Annabelle Van Nieuwenhuyse. Stefan Bläske is de dramaturg.
Five Easy Pieces (Milo Rau, 2016) is een productie van het Gentse kunstencentrum CAMPO en International Institute of Political Murder (IIPM), het theater- en filmproductiebedrijf van Milo Rau. Coproducenten zijn het Kunstenfestivaldesarts, Münchner Kammerspiele, La Bâtie - Festival de Genève, Kaserne Basel, Gessnerallee Zürich, Singapore International Festival of Arts (SIFA), SICK! Festival (Manchester), Sophiensaele Berlin en Le phénix scène nationale Valenciennes pôle européen de création.

## Opvoeringen
Five Easy Pieces ging in première op 14 mei 2016 op het Kunstenfestivaldesarts in Brussel. Nadien volgde in 2016-2018 een uitgebreide tournee in zowel België als het buitenland. In België was de productie te zien in Aalst,
Brussel, Charleroi, Genk, Gent, Bergen, Namen, Oostende, Roeselare, Turnhout, Waregem en Zaventem. In Nederland waren er voorstellingen in Amsterdam, 's-Hertogenbosch, Rotterdam en Utrecht. Daarnaast reisde de productie de wereld rond met een uitgebreide reeks voorstellingen in Argentinië, Australië, Bosnië en Herzegovina, Duitsland, Frankrijk, Italië, Noorwegen, Polen, Portugal, Singapore, Slovenië, Spanje en Zwitserland.

## Ontvangst in pers
In de pers kon Five Easy Pieces op heel wat bijval rekenen. Het Duitse vakblad Theater Heute riep, op basis van een poll bij ongeveer vijftig critici, Five easy pieces uit tot beste productie van het jaar. Theaterrecensent Tuur Devens schreef in het Nederlandse theatertijdschrift Theaterkrant: "Maar Dutroux laten spelen door kinderen?! Kinderen die ongedwongen en onschuldig horen te spelen, kun je toch niet zo'n gruwel laten brengen? Milo Rau doet het wel, en op zijn manier schitterend: 'Five Easy Pieces' heeft als onderwerp de zaak Dutroux, maar gaat tegelijkertijd over spelen, over manipulatie en machtsmisbruik in de wereld, buiten en in theater." In de Nederlandse krant NRC schreef cultuurredacteur Herien Wensink: "Je zou regisseur Milo Rau effectbejag kunnen verwijten - publieksimpact is immers gegarandeerd - maar de uitvoering is ingetogen en integer, het resultaat krachtig en ontregelend." Journaliste Magali Degrande schreef in de Belgische krant Het Nieuwsblad: "'Five Easy Pieces' laat je rillen en glimlachen. Een paarlenmoeren houweel dat verborgen kelders blootlegt en er plat overheen walst. Onverantwoord goed theater."
Toch waren er ook enkele kritische reacties, vooral van Jean Lambrecks, de vader van een van de slachtoffers van Dutroux. Hij was teleurgesteld omdat de productie onvoldoende een feitelijke weergave is van de affaire Dutroux.

## Festivalselecties
Five Easy Pieces werd in 2017 voor het Theaterfestival in zowel Nederland als Vlaanderen geselecteerd. Five Easy Pieces was, samen met Risjaar Drei (Olympique Dramatique en Toneelhuis, 2017), de enige voorstelling die geselecteerd werd voor beide festivals, die de meest belangwekkende voorstellingen presenteren van het afgelopen seizoen. De jury van het Theaterfestival Vlaanderen schreef over de productie in haar rapport: "Zijn wrange humor én zijn politiek-maatschappelijke engagement maken van Five Easy Pieces een van de meest beklijvende theaterervaringen van het afgelopen seizoen, waar de jury voor viel als één blok." De productie werd ook geselecteerd voor het prestigieuze Berliner Theatertreffen, dat steeds de tien opmerkelijkste producties van het afgelopen seizoen toont.

## Prijzen
In oktober 2016 ontving Milo Rau de Speciale prijs van de Jury 2016 van de Belgische 'Prix de la Critique Théâtre et Danse' voor Five Easy Pieces. Het juryrapport vermeldde: "Dit is geen voorstelling, maar een geseling. […] Dit is het dappere, roekeloze genie van Milo Rau, die nooit de openhartigheid van de jonge acteurs beteugelt, maar krachtige metaforen binnenschuift."
Nadien volgde nog een reeks prijzen buiten België. Op het Berliner Theatertreffen werd Milo Rau in Berlijn in mei 2017 voor de productie gelauwerd met de 3sat-prijs. De jury prees de regisseur voor zijn trendsettende en artistieke-innovatieve werk. De jury schreef in haar verslag: "Rau maakt het monsterlijke niet draaglijk, maar hij maakt het vertelbaar, en stelt fundamentele vragen over geweld tussen minderjarigen en volwassenen. Op die manier wordt in 'Five Easy Pieces' gevierd wat de Dutrouxs van deze wereld willen vernietigen: kinderlijke wijsheid, kinderlijke wil en kinderlijke trots." Het Duitstalige theatertijdschrift Theater heute bekroonde de productie in 2017 met zowel de prijs voor beste productie als de prijs voor de beste dramaturgie. Op het MESS festival in Sarajevo kreeg Five Easy Pieces in oktober 2017 vier prijzen: de Grand Prix - Golden Laurel Wreath for Best Performance, de Golden Laurel Wreath for Best Director, de Audience Award for Best Performance en de MESS Critics Award Enkele maanden later, in december 2017, kreeg de productie de Premio Ubu 2017 voor de beste buitenlandse voorstelling in Italië.